# Parafia Najświętszego Serca Pana Jezusa w Borku
Parafia Najświętszego Serca Pana Jezusa w Borku – parafia rzymskokatolicka w dekanacie Bochnia-Wschód w diecezji tarnowskiej.

## Historia
Pierwsze plany zbudowania kościoła miały miejsce w 1936, jednak II wojna światowa, a następnie sytuacja polityczna w Polsce po wojnie uniemożliwiły budowę własnej świątyni. Dopiero na początku lat 80. ówczesny biskup tarnowski Jerzy Ablewicz wydał pozwolenie na utworzenie nowej parafii i 5 listopada 1981 została powołana parafia Najświętszego Serca Pana Jezusa.
Prace rozpoczęto w 1981, a zakończono w 1993 roku. Plebanię wybudowano w latach 1990–1997. 19 listopada 2006 bp Stanisław Budzik dokonał konsekracji kościoła.
Od 2011 proboszczem parafii jest ks. mgr Kazimierz Świętek.

## Proboszczowie
- ks. Stanisław Mucha (1981–2011)
- ks. Kazimierz Świętek (od 2011)[2]